# Pansexualitat

Bandera de l'orgull pansexual.

La pansexualitat és una orientació sexual humana caracteritzada per l'atracció estètica, romàntica o sexual per una persona sense importar-ne el sexe ni el gènere a què pertanyi o amb què s'identifiqui. Per tant, els pansexuals tenen la capacitat de sentir-se atrets per les persones deixant-ne de banda la identitat de gènere. És una atracció on el gènere no té cap tipus d'influència sobre l'atracció sexual o romàntica.
El terme pansexual deriva del prefix grec pan-, que significa "tots". De manera simplificada, la pansexualitat es refereix a la capacitat d'estimar algú independentment del seu gènere. Tot i que, com hem vist, deriva del terme "tots", no inclou pas els fetitxes o altres conductes sexuals. El pansexual no fa, doncs, diferència entre gèneres (binaris (masculí i femení) o no-binaris), ni tampoc fa distinció en l'expressió de gènere.
La bandera de l'orgull pansexual es troba formada pels colors rosa, groc, i blau. La porció blava representa els qui s'identifiquen dins de l'espectre masculí i el rosa els qui s'identifiquen dins de l'espectre femení (independentment del sexe biològic), mentre que la porció groga, al mig de les dues anteriors, representa l'atracció no binària com les de persones andrògines, de gènere no-binari, bigènere i de gènere fluid.

## Controvèrsia sobre la pansexualitat
Diversos sectors del col·lectiu LGBT consideren que l'ús del terme pansexual és trànsfob i bifòbic. Aquests sectors entenen que el terme bisexualitat significa atracció a més d'un gènere i que, per tant, el prefix bi- fa refèrencia al gènere propi per una banda i la resta de gèneres per l'altra i no pas a dos gèneres. Per tant, argumenten que l'ús del terme pansexualitat invisibilitza al col·lectiu bisexual, l'estigmatitza i reforça el binarisme de gènere. D'altra banda, argumenten que la pansexualitat és trànsfoba perquè fa un biaix entre les persones cis i trans considerant-les de gèneres diferents.
Els partidaris de la pansexualitat, en canvi, defensen que els pansexuals defugen del gènere i, per tant, poden sentir atracció per qualsevol altra persona en contraposició amb els bisexuals, on el gènere jugaria un paper en l'atracció amb l'altre individu. Per tant, en defugir del gènere a l'hora de sentir atracció, no discriminarien a les persones trans.
Alguns grups consideren que la pansexualitat és una branca específica de la bisexualitat i que, per tant, el terme "Bisexual+" seria un terme paraigua on es trobarien incloses persones de tot l'espectre bisexual.